# Heber (Gerät)

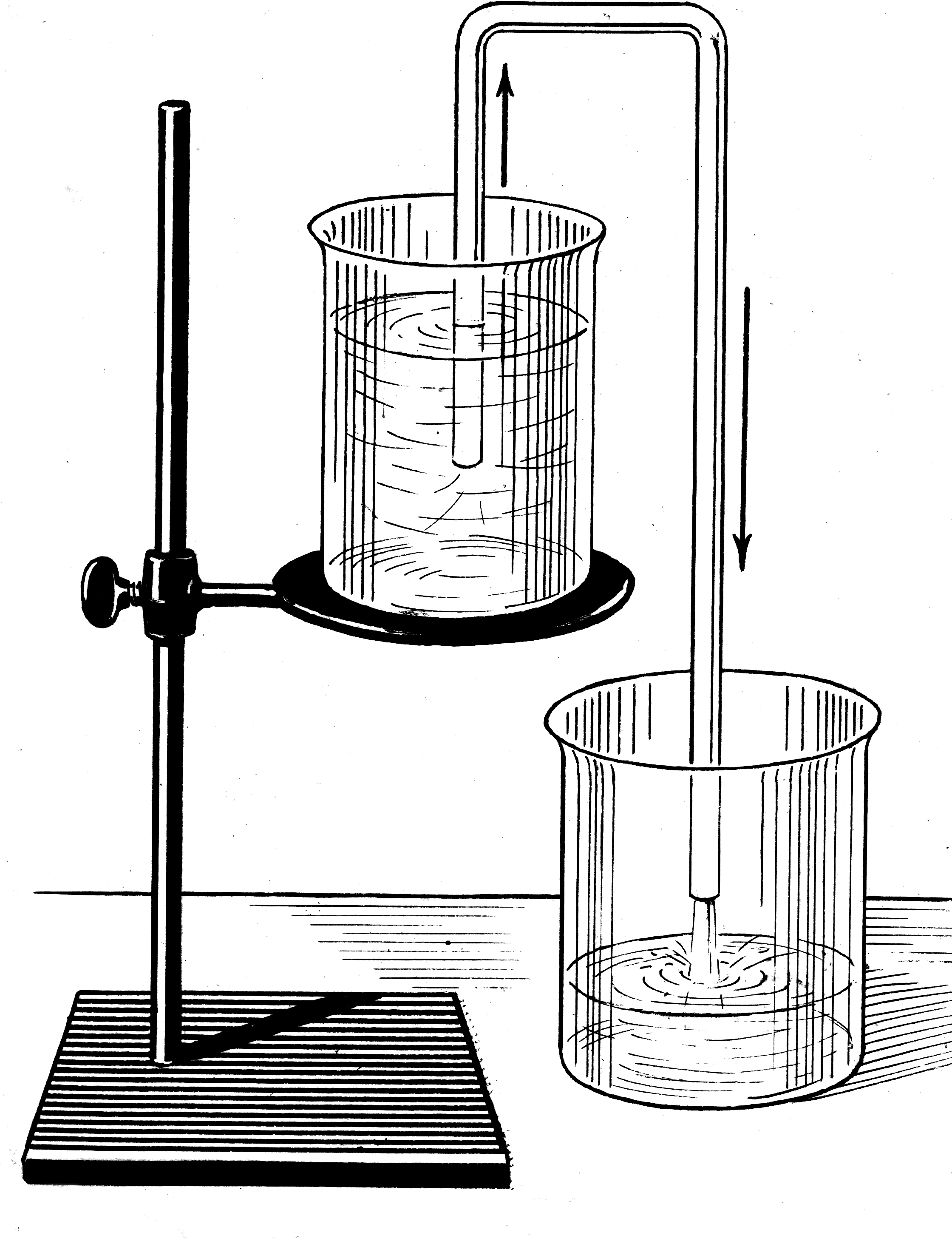
Heber

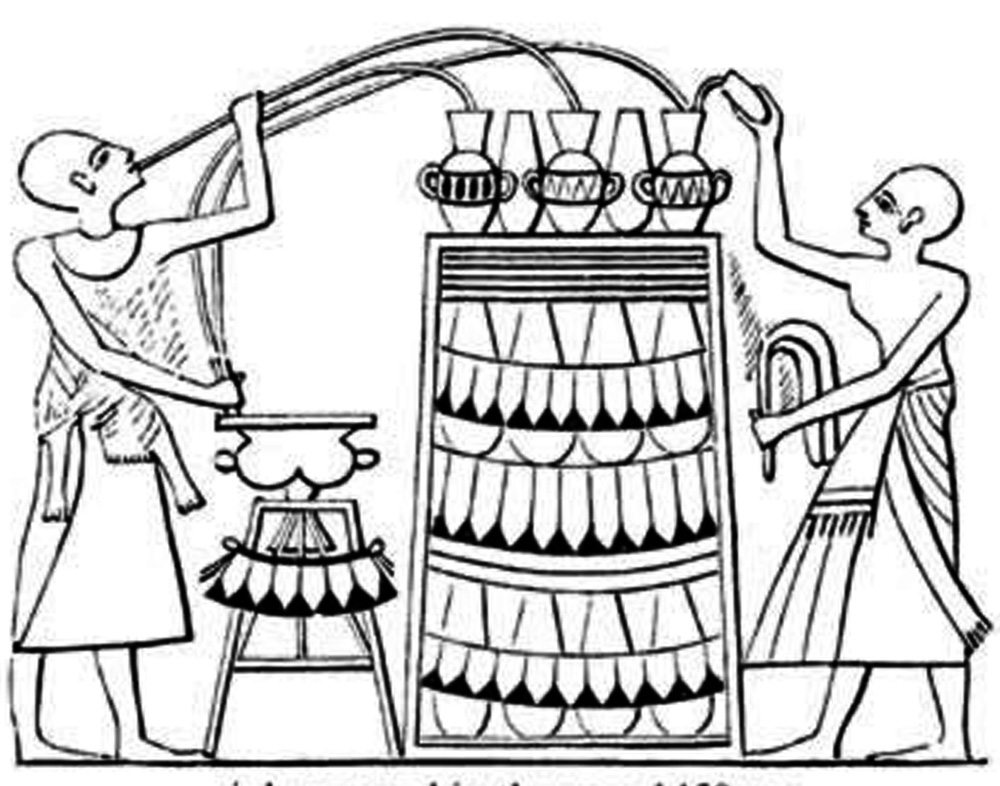
Verwendung von Saughebern, um Amphorenwein aus Amphoren zu saugen, altägyptische Darstellung

Ein Heber, Saugheber, Winkelheber (früher: Doppelheber, lateinisch sipho simplex) oder Siphon (altgriechisch σίφων „Heber“) ist ein Gerät oder eine Einrichtung, mit der man eine Flüssigkeit aus einem Behälter über den Behälterrand in einen tiefergelegenen Behälter umfüllen oder ins Freie entleeren kann, ohne den Behälter umzukippen oder ein Loch oder einen Auslass unterhalb des Flüssigkeitsspiegels zu benötigen. Dabei wird der hydrostatische Druck ausgenutzt.

## Geschichte
Reliefs aus dem antiken Ägypten aus dem Jahr 1500 v. Chr. zeigen Siphonheber, mit denen Wein aus Amphoren abgefüllt wurde.
Bereits Heron von Alexandrien beschrieb in seinem Werk Pneumatica eine Reihe von Siphon-Anwendungen.

## Prinzip

Funktion eines hydraulischen Hebers, Erläuterungen siehe Text

Die nebenstehende Skizze zeigt zwei mit Wasser gefüllte Gefäße. Der Wasserspiegel des oberen Gefäßes liegt um die Höhe {\displaystyle h} über dem des unteren. Die Gefäße sind durch eine gefüllte Leitung verbunden, die zunächst durch ein Ventil verschlossen ist. Die Höhen {\displaystyle h_{1}} und {\displaystyle h_{2}} geben die Höhen des Ventils über den Wasserspiegeln an. Für die Drücke links und rechts des Ventils gilt
{\displaystyle p_{1}=p_{0}-\rho gh_{1}} bzw. {\displaystyle p_{2}=p_{0}-\rho gh_{2}}
({\displaystyle p_{0}} = Luftdruck, {\displaystyle \rho } = Wasser-Dichte, {\displaystyle g} = Schwerebeschleunigung).
An den Oberflächen der Messbecher wirkt (fast) der gleiche Luftdruck {\displaystyle p_{0}}, allerdings ist im unteren Messbecher aufgrund der größeren Füllhöhe der Leitung der Schweredruck der Wassersäule bzw. der hydrostatische Druck {\displaystyle \rho gh} größer. Da der hydrostatische Druck dem Luftdruck entgegenwirkt, ist {\displaystyle p_{1}}entsprechend der kleineren Füllhöhe größer als {\displaystyle p_{2}}.
Nach dem Öffnen des Ventils wird die Flüssigkeit in der Leitung in Richtung vom höheren zum kleineren Druck, d. h. zum unteren Gefäß hin, in Bewegung gesetzt.
Die Druckdifferenz beträgt dabei
{\displaystyle \Delta p=p_{1}-p_{2}=\rho g(h_{2}-h_{1})=\rho gh}
Wenn der Heberauslauf nicht eingetaucht ist, bezeichnet {\displaystyle h_{2}} die Höhe des Ventils über dem unteren Ende des Auslaufrohres.
Die hergeleitete Druckdifferenz {\displaystyle \Delta p} ist unabhängig davon, wie die Heberleitung (bei festgehaltenem Anfang und Ende) tatsächlich verläuft (z. B. mit Durchhang), und das gedachte Ventil kann an beliebiger Stelle in der Leitung liegen. Das Fließen in der vollständig mit Flüssigkeit gefüllten Leitung erfolgt aufgrund dieser Druckdifferenz nach dem Prinzip der kommunizierenden Röhren.
Wenn die Leitung zu Beginn des Ablaufs nicht vollständig mit Wasser gefüllt ist oder am Auslauf der Leitung Luft einströmen kann, so kann sich die zur Nachsaugung der Flüssigkeit notwendige geschlossene Wassersäule nur aufbauen, wenn der Flüssigkeitsstrom im Verhältnis zum Leitungsquerschnitt groß genug ist.

### Grenze der Zulaufhöhe
Im Scheitel des Hebers herrscht ein verringerter Druck {\displaystyle p_{1}}, der temperaturabhängig ab einer gewissen Scheitelhöhe {\displaystyle h_{1}} und geringem äußerem Luftdruck {\displaystyle p_{0}} zum Sieden der Flüssigkeit ausreicht. Dabei wird am Scheitelpunkt eine dem Niveauunterschied entsprechende Höhe von einem Dampf-Flüssigkeitsgemisch durchflossen („Wasserfall-Phänomen“, Dampf aufgrund von Kavitation), ehe die Strömung bei weiter fallendem Luftdruck oder weiterem Anheben des Scheitelpunkts unterbrochen wird.
Für große Leitungsdurchmesser {\displaystyle 2r>1\;\mathrm {mm} } ist der Kapillareffekt im Allgemeinen vernachlässigbar. Die Höhe {\displaystyle h_{1}} ist daher durch die maximale geodätische Saughöhe begrenzt. Diese ist proportional zum Druck {\displaystyle p_{0}-p_{1}}, wenn {\displaystyle p_{1}} dem Dampfdruck der Flüssigkeit entspricht. Voraussetzung ist, dass es nicht zum Siedeverzug kommt; unter entsprechenden Laborbedingungen, die Siedeverzug ermöglichen (mit entgastem Wasser), ist auch eine Überschreitung der geodätischen Saughöhe darstellbar. Oberhalb der geodätischen Saughöhe ist der Druck innerhalb des Hebers so gering, dass gasförmig der eigentlich stabile Zustand ist (vergleiche das Phasendiagramm der Flüssigkeit). Daher befindet sich die Flüssigkeit in diesem Bereich in einem metastabilen Zustand.
Bei normalem Luftdruck {\displaystyle p_{0}=1013\;\mathrm {hPa} }, Erdbeschleunigung {\displaystyle g=9{,}81\;\mathrm {m} /\mathrm {s} ^{2}}, Dampfdruck {\displaystyle p_{1}=23\;\mathrm {hPa} } und Dichte {\displaystyle \rho =998\;\mathrm {kg} /\mathrm {m} ^{3}} von Wasser bei 20 °C erhält man für große Leitungsdurchmesser eine maximale Scheitelhöhe von
{\displaystyle h_{1,\max }={\frac {p_{0}-p_{1}}{\rho g}}=10{,}112\;\mathrm {m} }.
 Je geringer der Leitungsdurchmesser {\displaystyle 2r}, desto stärker ist der Kapillareffekt. Dieser kommt dadurch zustande, dass die Kohäsionskräfte der Flüssigkeitsmoleküle an Phasengrenzen, also der Oberfläche zwischen Gas und Flüssigkeit sowie Flüssigkeit und Leitungsmaterial eine resultierende Adhäsionskraft ergeben. Diese führt dazu, dass die Flüssigkeit auch ohne eine Druckdifferenz {\displaystyle p_{0}-p_{1}} eine gewisse Höhe in der Leitung aufsteigen kann. Die Kapillarkräfte addieren sich zu den Kräften aufgrund der maximal möglichen Druckdifferenz {\displaystyle p_{0}-p_{1}}. Bei einem Leitungsdurchmesser von {\displaystyle 2r=1\;\mathrm {mm} }, einer Oberflächenspannung {\displaystyle \sigma =0{,}07\;\mathrm {N} /\mathrm {m} } und einem Kontaktwinkel {\displaystyle \theta =20^{\circ }} ist die maximale Zulaufhöhe dann
{\displaystyle h_{1,\max }={\frac {1}{\rho g}}\left(p_{0}-p_{1}+{\frac {2\sigma \cos \theta }{r}}\right)=10{,}125\;\mathrm {m} },
also aufgrund des Kapillareffekts um 13 Millimeter höher als bei großen Leitungsdurchmessern. Ein Heber mit geringem Leitungsdurchmesser, der diesen Effekt nutzt, wird Kapillarheber genannt.

## Anwendungen

### Heberwehr

Heberwehr (Animation)

Der Saughebereffekt wird in größerem Maßstab bei der Hochwasserentlastung von Talsperren angewandt. Ein gut zugängliches Beispiel für eine Hochwasserentlastung, die als Heberwehr konstruiert ist, kann man am Auslaufbauwerk des Hochwasserrückhaltebecken Treysa-Ziegenhain besichtigen.

### Pumpenersatz nach Flutkatastrophen
(Selbstgebaute) Heber aus wassergefüllten Schläuchen können nach einer Flutkatastrophe anstelle einer Pumpe zum Leeren überfluteter Keller und Areale eingesetzt werden, sofern das Wasser dabei in ein tiefergelegenes Areal abgelassen werden kann.

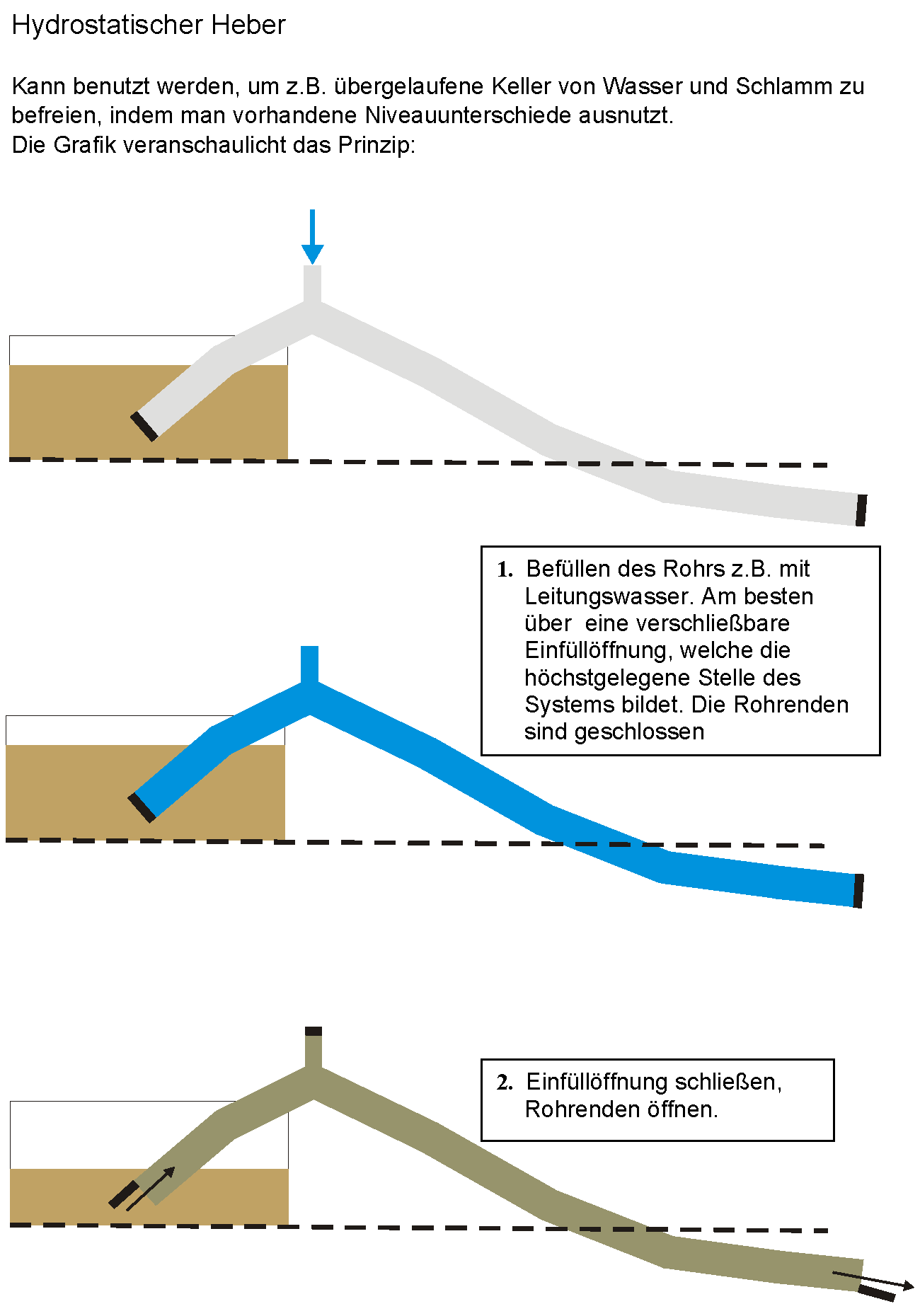
Hydrostatischer Heber

Alternativ dazu werden Rohre verwendet, die bei Einlass und Auslass verschließbar sind und an der obersten Stelle der Konstruktion über eine sperrbare Einlass-Öffnung verfügen. Durch diese wird die Rohrkonstruktion mit Schlammwasser oder Leitungswasser befüllt und anschließend oben verschlossen. Öffnet man anschließend Einlass und Auslass, entleert sich das überflutete Areal. Mitunter hilft eine ansaugende Pumpe, dazu verwendete Rohre oder Schläuche mit Wasser zu füllen, das danach auch ohne Pumpe weiterrinnt.
Dies geschieht umso schneller, je größer die Höhendifferenz zwischen Wasseroberfläche oben und Wasserspiegel unten (oder Auslassöffnung unten) und (nicht nur wegen des größeren Durchmessers, sondern auch, aufgrund des Gesetzes von Hagen-Poiseuille, wegen geringerer Reibung an der Wandung) je größer der Schlauch- oder Rohr-Radius ist:
Fördermenge in m³/h = ca. 50.000 · (Höhendifferenz in m · Radius in m)2.
Bemerkenswert ist die Abhängigkeit des Volumendurchflusses von der vierten Potenz des Radius des Rohres, so würde beispielsweise eine Verringerung des Rohrdurchmessers auf die Hälfte den Strömungswiderstand auf das 16fache erhöhen. Ein Feuerwehrsaugschlauch fördert beispielsweise mit einem Durchmesser von 10 cm bei einer Höhendifferenz von 1 Meter ca. 125 Kubikmeter Wasser pro Stunde. Bei einem kleineren Schlauch (ca. 1–5 mm) wird die errechnete Leistung wegen des Schlauchwiderstands nicht erreicht. Bei einem noch kleineren Schlauch (< 1 mm) ist die Kapillarwirkung stärker als der Druckunterschied aufgrund der Höhendifferenz.
Üblicherweise wird ein Schlauch wie ein „U“ gehalten, der Schlauch mit Wasser gefüllt und, ohne dass Luft in den Schlauch eindringt oder das eingefüllte Wasser ausläuft, zuerst der Schlauch unter den Wasserspiegel des „Oberwassers“ gehalten und dann der Ablaufschlauch unterhalb verlegt. Es ist auch möglich, einen Schlauch in die Flüssigkeit des zu entleerenden Behälters zu versenken, bis er vollständig gefüllt ist. Dann wird das Ende des Schlauches verschlossen (evtl. durch Abknicken), aus dem Behälter gezogen und außerhalb unter das Flüssigkeitsniveau geführt und dort geöffnet.

### „Hamburger Heber“ für Abwasser

„Hamburger Heber“ für eine Abwasserleitung oberhalb einer Straße. Voraussetzung ist, dass die Leitung luftfrei ist. Die unterschiedlichen Pegelstände bewirken einen Abfluss. Die Schwelle im Ablauf rechts verhindert ein zu weites Absinken des Wasserstandes auf beiden Seiten, so bleiben beide Öffnungen immer in Wasser getaucht und es kann keine Luft eintreten.

Mittels eines sogenannten „Hamburger Hebers“ (erfunden in Hamburg) kann feststoffreiches Abwasser statt über einen Düker unterhalb einer Straße über eine Heberleitung oberhalb fließen. Sich absetzende Feststoffe verstopfen die Leitung weniger als bei einem Düker.

### Dekantieren (in der Verfahrenstechnik)
Das Heberprinzip lässt sich auch beim Abziehen (Dekantieren) von Wein aus einem Gärballon oder zum Abziehen des Überstandes nach einem Sedimentationsprozess anwenden.

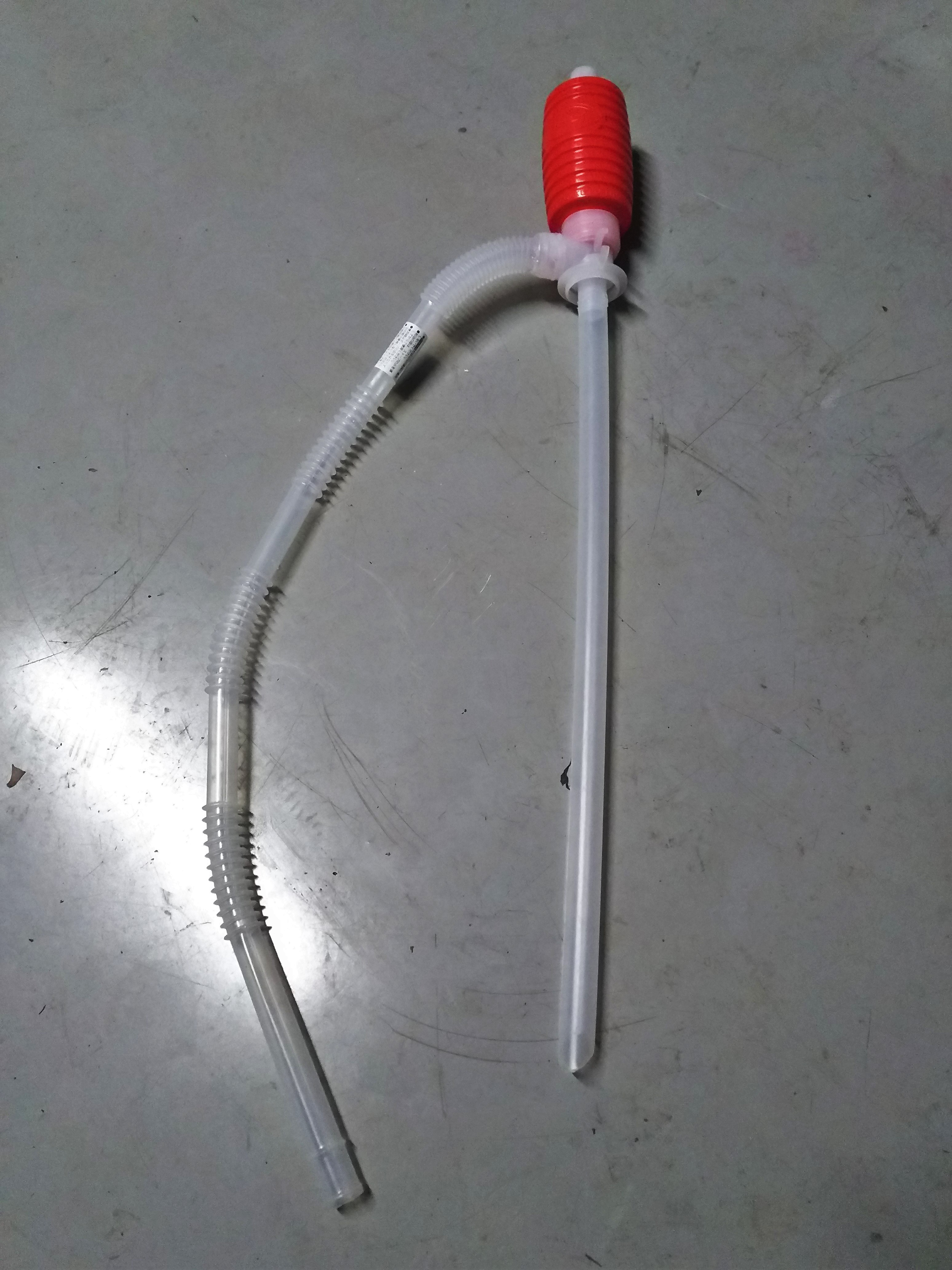
Handpumpe mit Saugvorrichtung

Saugheber mit Saugröhre, auch Giftheber genannt (Zeichnung von 1872)

### Handpumpen
Mit einer Handpumpe können Flüssigkeiten beispielsweise aus Fässern abgepumpt werden, wenn die Auslassöffnung tiefer als die Einlassöffnung liegt. Zum Füllen des eintauchenden Schlauchs oder eines Rohres, an dessen Ende ein Schlauch befestigt ist, werden verschiedene Methoden angewandt:
- Ansaugen notfalls durch Saugen mit dem Mund (am Ende des Schlauchs oder an einer zusätzlichen Rohröffnung – „T-Stück“),
- ansaugen mit einem Saugball
- durch Einstoßen des Rohres in die Flüssigkeit, wobei eine im Rohr befindliche Rückschlagklappe das Zurückfließen verhindert,
- durch Ziehen eines Schwammes oder Balles an einer Schnur oder eines Kolbens an einer Stange durch das Rohr
- durch Einblasen von Atemluft mithilfe eines zweiten Schlauches in das Gefäß (Prinzip wie bei einer gläsernen Spritzflasche) um einen Überdruck zu erzeugen. Die Öffnung des Gefäßes wird mit einem Lappen notdürftig luftdicht verschlossen.

### Ablaufsiphon

Überlauf eines Pythagoreischen Bechers

Ein Ablaufsiphon (englisch siphon pump) ist ein hydraulisches Bauteil, das unter Ausnutzung des Heberprinzips einen (Wasser-)Behälter in Intervallen in einem Schwall automatisch und ohne nötige Überwachung entleert. Dazu muss das Wasser in einem nach unten gebogenen Rohr oder in einer Glocke, die auf ein Wasserstandsrohr aufgestülpt ist, überlaufen.
Die Erfindung des Ablaufsiphons wird dem griechischen Philosophen Pythagoras von Samos (um 570 – 510 v. Chr.) zugeschrieben, der das Prinzip im Pythagoreischen Becher angewandt haben soll.
Das Wort Siphon ist eine Entlehnung aus dem französischen siphon (für „Heber“), das auf das lateinische sīpho zurückgeht, welches wiederum aus dem altgriechischen σίφων (síphōn) (für „(Wasser-)Röhre“) entlehnt worden ist. Gemeinsame Eigenschaft aller Siphone (beispielsweise Siphon (Höhlenkunde) oder beim Röhrensiphon) ist ein U-förmig gebogenes Rohr, das im Betrieb vollständig mit Wasser gefüllt ist.
Ein Ablaufsiphon wird bei mehreren Verfahren verwendet:

#### Soxhlet-Aufsatz

Animation des Extraktionsmechanismus einer Soxhlet-Apparatur

Franz von Soxhlet (1848–1926) verwendete das Prinzip des Ablaufsiphons (als Kapillarsiphon), um in einer chemischen Extraktions-Apparatur den gewünschten Extrakt automatisch abzuleiten, damit das Extraktionsgut immer von reinem Lösungsmittel (und somit vollständiger) extrahiert wird. Siehe dazu Soxhlet-Aufsatz.

#### Hotoppscher Heber
Ludwig Hotopp (1854–1934) setzte einen Ablaufsiphon zum Füllen und Entleeren von Schleusenkammern ein. Damit die Heber „anspringen“, werden ihre Scheitel mittels Unterdruck mit Wasser vollgepumpt. Der Unterdruck wird mit Hilfe eines hydraulischen Kolbens durch eine aus dem Oberwasser entnommene kleine Wassermenge erzeugt. Ein zunächst mit Oberwasser gefüllter Kessel („Saugglocke“ = Kolben) ist an die Heberscheitel angeschlossen. Der Kessel wird über ein ins Unterwasser eintauchendes Fallrohr entleert. Der entstehende Unterdruck führt im Heberrohr zum Heben des Wassers bis über die Scheitelunterkante und zur vollständigen Füllung. Die Anschlussrohre und die nötigen Bedienungsventile haben im Vergleich zu den Hebern einen relativ kleinen Querschnitt. Der Wasserverbrauch ist klein im Vergleich zu einer Arbeitsfüllung einer Schleusenkammer (siehe dazu auch die Grafik bei Friedrich Engelhard: Kanal- und Schleusenbau und den Artikel Kommunizierende Röhren).

#### Ebbe-Flut-System
Pflanzen auf Pflanzentischen in Gärtnereien und in Hydroponik-Anlagen im Pflanzenbau werden häufig mit einem Ebbe-Flut-System (englisch ebb and flow oder flood and drain) be- und entwässert. Die Pflanzen stehen dazu in wasserdichten Wannen. Dabei ist zu unterscheiden zwischen regelmäßiger Wasserversorgung von in Humussubstrat gezogenen Topfpflanzen („Erdkultur“) und der regelmäßigen Belüftung von in Wasser gezogenen Hydroponikpflanzen.
Die Bewässerung erfolgt mittels Wasserpumpen. Das automatische Ablassen des (mit Dünger angereicherten) Gießwassers führt dazu, dass die Pflanzenwurzeln wieder mit Sauerstoff versorgt werden; ansonsten würden sie unter Luftabschluss verfaulen. Außerdem ist für die Nährstoffaufnahme Sauerstoff notwendig. Das zufließende Wasser löst das Wurzelatmungs-Stoffwechselprodukt Kohlenstoffdioxid und entfernt es so aus dem Substrat, der (üblicherweise halbstündlich) absinkende Wasserspiegel saugt dann Frischluft von oben nach, wodurch von der Pflanze erneut Nährstoffe aufgenommen werden können und sie schneller wächst als bei der traditionellen Befeuchtung des Substrats nach Austrocknung.
Bei manchen hydroponischen Ebbe-Flut-Systemen wird das Gießwasser kontinuierlich aus einem Wasserspeicher (oder bei Aquaponik aus einem Fischbehälter) in die Pflanzenwanne („Oberwasser“) gepumpt. Nach Erreichen des gewünschten Wasserspiegels in der Pflanzenwanne wird das Wasser über den Ablaufsiphon wieder in einem Schwall in den darunter befindlichen Wasserspeicher („Unterwasser“) abgelassen und so die Pflanzenwanne geleert.

##### Loop-Siphon
Eine Variante eines Ablaufsiphons mit minimalem Materialeinsatz besteht aus einem bogenförmig an der Außenseite des Behälters aufgehängten Schlauch (englisch loop-siphon übersetzt etwa „Schleifensiphon“). Das Wasser verlässt den Behälter über einen Bodenablauf und steigt im Schlauch auf, bis es in der Schlauchbiegung oben überrinnt und der Siphon anspringt. Durch Aufhängen des Schlauches in verschiedenen Höhen kann so der gewünschte maximale Wasserstand des Behälters auf einfache Weise eingestellt werden. Sofern zu Beginn nur ein geringer Flüssigkeitsstrom durch den Ablauf tritt, muss der Durchmesser des Schlauchs gering genug sein, dass sich durch die Oberflächenspannung des Wassers eine Wasserfront einstellt, die dafür sorgt, dass der Schlauchquerschnitt vollständig gefüllt ist und ein einfaches Abrinnen von Wasser vom Scheitelpunkt verhindert wird.

##### Glocken-Siphon oder (englisch) Bell-Siphon
Eine effizientere Variante des Ablaufsiphons, die größeren Mengendurchsatz des abgezogenen Wassers schafft, ist ein Glocken-Siphon. Er besteht aus einem herkömmlichen Überlaufrohr, dem ein oben verschlossenes größeres Rohr (oder in einer primitiven Version eine abgeschnittene Wasserflasche) als Glocke übergestülpt ist (bell englisch für Glocke). Steigt der Wasserstand in der Pflanzenwanne, so steigt Wasser von unten in der Glocke auf und fällt an der Oberkante des Ablaufrohrs nach unten. In der Glocke und im Ablaufrohr befindliche Luft wird nach und nach in kleinen Luftblasen mitgerissen, bis der Hebereffekt „anspringt“.
Laut einer Bauanleitung sollte die Glocke den zweifachen Durchmesser des Ablaufrohrs haben:
Die innere Querschnittsfläche des Ablaufrohrs ist {\displaystyle A_{ABL}=r_{ABL}^{2}\pi }
Die gesamte innere Querschnittsfläche der Glocke wäre dann {\displaystyle A_{GL}=(2\cdot r_{ABL})^{2}\pi =4r^{2}\pi }.
Somit ist die Querschnittsfläche des für den Wasserabfluss wirksamen Kreisrings in der Glocke {\displaystyle A=A_{GL}-A_{ABL}=4r^{2}\pi -r^{2}\pi =3r^{2}\pi }, also die dreifache Querschnittsfläche des Ablaufrohres. Durch die Verengung des wirksamen Querschnitts auf ein Drittel stellt sich im Ablaufrohr (nach Einsetzen der Wasserströmung im gesamten Querschnitt) ein Venturi-Effekt ein, dort wird der statische Druck reduziert, der auftretende Wasserstrudel im Ablaufrohr und der Venturi-Effekt saugen die restliche Luft aus der Glocke, wodurch der Heber schneller „anspringt“ und die Entleerung startet.
Um bei stärkerem Zulauf oder Ablauf den Heber garantiert „abzuschalten“, wird das oben dargestellte Hotoppsche System abgewandelt eingesetzt. Vom Scheitel der Glocke führt ein dünner Schlauch oder Kapillarschlauch (englisch „snorkel“ genannt für Schnorchel) unter den Wasserspiegel des Oberwassers. Da der Pflanzenbehälter zum Großteil über das tiefere Absaugrohr geleert wird und die oberhalb dieser Absaugöffnung fixierte Kapillarschlauchöffnung dadurch sicher der Luft ausgesetzt wird (die dann von dort in das System eingesaugt wird) stoppt der Hebereffekt garantiert. Denn bei der Absaugöffnung eingesaugte Luft würde mit einem starken Wasserstrom mitgerissen, ohne die Glocke zu füllen. Mit der Höhe der Öffnung des Kapillarschlauchs kann bequem der Restwassergehalt der Pflanzenwanne eingestellt werden. Das Ablaufrohr endet unter dem Wasserspiegel des Unterwassers oder dort in einer oben offenen wassergefüllten Schale oder in einem U-(Rohrsiphon), sodass keine Luft ins Überlaufrohr gelangen kann. Zugleich muss der Wasserstand in dieser Schale gering gehalten sein, denn die (beim „Abstellen“) ins Ablaufrohr eingesaugte Luft muss dort den hydrostatischen Druck überwinden, um ausperlen zu können.

#### Amerikanische Tiefspüler-WC-Schüsseln

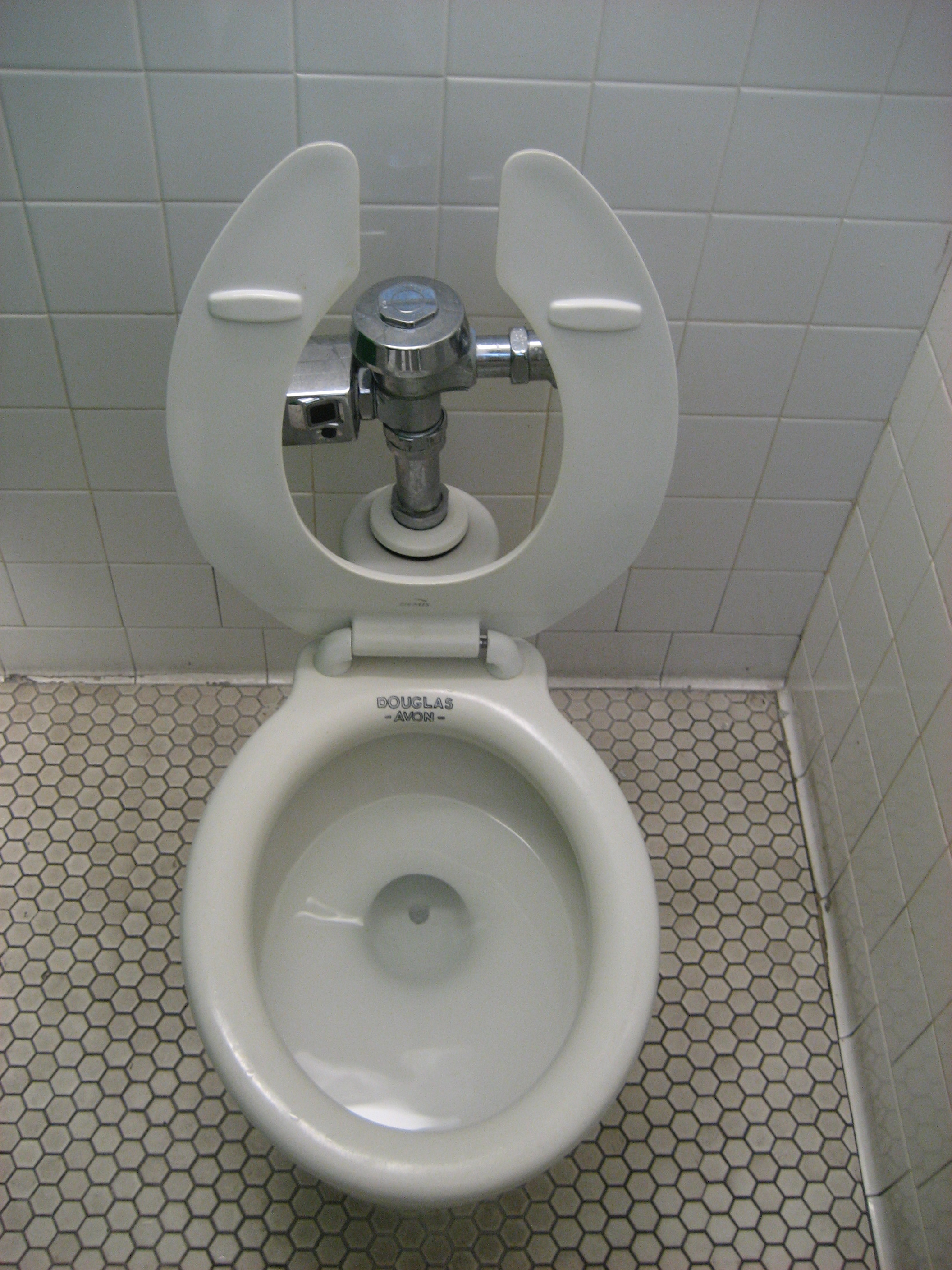
Typische Tiefspültoilette amerikanischer Bauart mit Druckspüler. Im Sumpf die Wasserstrahlöffnung in den Siphon

Der Spülvorgang unterscheidet sich bei europäischen und nordamerikanischen Tiefspüler-Toiletten: Während in Europa das beim Spülen einlaufende Wasser die Exkremente wegtransportiert, wird in Nordamerika in den Rohrsiphon (Geruchsverschluss) ein Teil des Spülwassers als Wasserstrahl eingeleitet. Die Funktion ist anfangs die einer Strahlpumpe mit Wasser als Treibmedium und zum Spülende mit der Funktion eines Saughebers. Der Inhalt der Schüssel wird somit durch Sog entleert und dann wieder aufgefüllt.

#### Absaugung von Urinalen in regelmäßigen Abständen
Wird ein Urinal benutzt, so kann die Wasserzuspülung von Hand mit einem Spülventil oder über automatische Sensoren betätigt werden und das Urin-Wasser-Gemisch fließt über einen verdeckten Rohrsiphon (Geruchsverschluss) in die Kanalisation ab. Sind die Abflüsse mehrerer Urinale durch ein Rohr verbunden, so kann ständiges Zufließen in das Rohr zu einem Überlaufen eines Ablaufsiphons führen und der Inhalt des Rohres wird quasi automatisiert regelmäßig abgesaugt.

#### Toilettenspülung ohne Dichtung
Bis 2000 waren in Großbritannien Überlauf-Siphons als leckagefreie Spülsysteme in Spülkästen gesetzlich vorgeschrieben. Im Ruhezustand kann kein Wasser auslaufen, mit Betätigung des Auslösehebels wird der Ablaufsiphon aktiviert und das Spülwasser ergießt sich in die WC-Schüssel. Das Nachfüllventil zur Druckwasserleitung ist natürlich weiterhin nötig und füllt, falls defekt, den Spülkasten bis zum Sicherheitsüberlauf.

## Unerwünschter Hebereffekt
Bei Aufstellbecken als Schwimmbecken oder als mobiler Behelfs-Wasserspeicher für eine Trinkwasserdesinfektion kann ein undichter Pumpenschlauch nach Abstellen der Pumpe aufgrund des Hebereffekts zum Ausrinnen des Beckens führen, auch wenn der Schlauch von oben ins Becken ragt.
Bei Aquarien wird durch einen über die Kante des Beckens gelegten Schlauch Luft ins Wasser geblasen. Steht die Pumpe unterhalb des Wasserspiegels und wird durch eine Fehlfunktion Wasser in den Schlauch eingesaugt, so kann durch den Hebereffekt eine große Menge Wasser durch die defekte Luftpumpe abfließen. Um dies zu verhindern, kann die Luftzuleitung mit einem Rückschlagventil versehen werden.
Immer wenn ein Zulauf aus einem tieferliegenden Rohrsystem mit einem Sammelbecken verbunden ist, kann die im Becken enthaltene Flüssigkeit in das Rohrsystem zurückgesaugt werden, wenn es dort zu einem Druckabfall kommt. Ein Druckabfall kann beispielsweise durch eine Leckage oder das Entleeren von Leitungen zur Reparaturzwecken verursacht werden. Je nach den Leitungsverhältnissen kann es bereits genügen, dass in einem tiefer gelegenen Ort eine Armatur mit großem Durchfluss geöffnet wurde, wie etwa der Druckspüler eines WCs oder der Hydrant durch die Feuerwehr.
In Trinkwasserinstallationen kommt es bei einer Rücksaugung regelmäßig zu einer Kontamination mit unerwünschten Keimen.
Um dies zu vermeiden, sehen die Normen sowie die Richtlinien des DVGW vor, dass der Trinkwasser-Zulauf in Wasserbecken wie Toilettenspülkästen oder Regenwasser-Zisternen durch die Positionierung des Füllventils oberhalb des maximalen Wasserspiegels im „freien Auslauf“ zu erfolgen hat.
Wird die Trinkwasserinstallation mit Brauchwassersystemen wie etwa einem Heizkreislauf verbunden, so muss der Übertritt von Brauchwasser durch eine Sicherungsarmatur verhindert werden, die neben einem Rückschlagventil auch eine Funktion zur Belüftung der Leitung beim Auftreten von Unterdruck enthält. Die Heberwirkung wird dann durch das Ansaugen von Luft vermieden.
Wird eine Regenfasspumpe zum Absaugen aus einem erhöhten Wasserspeicher verwendet kann der Hebereffekt beim Abstellen der Pumpe weiteren Wasserabfluss bewirken. Abhilfe schafft eine Abzweigung zu einem Steigrohr mit einer größeren Höhe als die Pumpe überwinden kann. Beim Wasserpumpen tritt dort kein Wasser aus, nach Abstellen der Pumpe wird aber von dort zuverlässig Luft in die Leitung gesaugt, wodurch der Hebereffekt abbricht.
Bei Heizöllageranlagen kann – abhängig von den Höhenverhältnissen zwischen Brenner und Tankbehälter – der Einbau eines Antiheberventiles in die Brennerzuleitung vorgeschrieben sein, um im Falle einer Undichtigkeit der Leitung ein Leerhebern des gesamten Tankinhaltes zu verhindern.